# Du kannst nicht immer siebzehn sein
Du kannst nicht immer siebzehn sein ist ein Lied des Schlagersängers Chris Roberts aus dem Jahr 1974. Der Text stammt von Kurt Hertha. Ralph Siegel komponierte die Musik und produzierte den Schlager. Es wurde unter anderem zum Top-10-Erfolg und belegte Rang eins in der ZDF-Hitparade.

## Text und Musik
Du kannst nicht immer siebzehn sein ist ein Liebeslied in G-Dur und 4/4-Takt, in dem der Protagonist seiner Geliebten das Versprechen gibt, das ganze Leben bei ihr zu bleiben und ihr alle Wünsche zu erfüllen. Der Refrain stellt dabei die aktuelle Jugendlichkeit von 17 Jahren dem Alter mit 70 gegenüber. Der Song beginnt – was relativ unüblich ist – mit dem Refrain:

„Du kannst nicht immer siebzehn sein

Liebling, das kannst Du nicht

Aber das Leben wird Dir noch geben

Was es mit siebzehn Dir verspricht

Einmal da wirst Du siebzig sein

Dann bin ich noch bei Dir

Denn Du wirst immer, immer geliebt von mir“

Die Strophen selbst gehen auf das aktuelle Leben der Besungenen ein und beschreiben ihre Vorlieben, benennen aber auch die Vergänglichkeit. So liebt sie „Musik und Gitarrenklang“ und lebt „vom Lachen und Tanzen […] die ganzen Jahre lang“, zugleich geht jedoch „die Zeit so schnell vorbei. Und ganz andere Dinge gibt es dann für uns zwei.“ Auch ihre Schönheit verändert sich in den Jahren. Der Sänger fordert sie auf in den Spiegel zu sehen, wie schön sie ist, und verspricht:

„Bist noch schön in den Jahren, wenn in den Haaren Silber ist“

In der letzten Strophe wird der Refrain mit dem Strophentext vermischt und in diesen integriert. Sie enthält das erneute Versprechen, dass die Angesprochene ihr ganzes Leben von dem Sänger geliebt werden wird:

„Denn Du wirst immer, immer geliebt von mir

Ja, Du wirst immer, immer geliebt von mir“

Weil damals die Volljährigkeit erst mit 21 Jahren eintrat, galt die Zahl 17 als Inbegriff von Jugendliebe. Zahlreiche Titel der 1960er Jahre beschäftigten sich mit 17-jährigen Frauen, etwa Mit 17 hat man noch Träume (Peggy March) oder 17 Jahr, blondes Haar (Udo Jürgens). Selbst englische Titel wie Save the Last Dance for Me (Drifters), in denen das Alter keine Rolle spielte, wurden in der deutschen Coverversion auf die 17 getrimmt: Mit 17 fängt das Leben erst an (Ivo Robić). Du kannst nicht immer siebzehn sein war 1974 einer der letzten Erfolge mit diesem Thema.

## Veröffentlichung und Resonanz

### Hintergrund und Veröffentlichung
Roberts hatte seinen ersten Charterfolg im Jahr 1968 unter dem Namen Chris Robert mit dem Schlager Wenn Du mal einsam bist, der in den deutschen Singlecharts bis auf Rang 15 stieg. Bis 1972 folgten weitere Charterfolge wie Die Maschen der Mädchen, Ich bin verliebt in die Liebe, Hab ich dir heute schon gesagt, daß ich dich liebe und Hab Sonne im Herzen. 1973 wechselte er seine Plattenfirma und ging zu Jupiter Records, wo er mit Ralph Siegel und Kurt Hertha zusammenarbeitete, die für ihn Du kannst nicht immer siebzehn sein schrieben. Die Single erreichte in Deutschland Platz drei der Singlecharts und hielt sich zwölf Wochen in den Top 10 sowie 28 Wochen in der Hitparade. In Österreich erreichte die Single Position zehn und hielt sich einen Monat in ebendiesen sowie vier Monate in den Charts. Es wurde zu Roberts 14. Charterfolg in Deutschland sowie nach Ich bin verliebt in die Liebe und Mein Schatz du bist ’ne Wucht! zum dritten in Österreich. Du kannst nicht immer siebzehn sein wurde für Roberts zum siebten Top-10-Erfolg in den deutschen Singlecharts sowie zum ersten in Österreich. In Deutschland konnte sich keine Single von Roberts länger in den Charts platzieren, ebenfalls erreichte keine Single eine bessere Platzierung. Die Singles Ich bin verliebt in die Liebe und Hab ich dir heute schon gesagt, daß ich dich liebe erreichten ebenfalls Rang drei. In Österreich konnte sich keine Single von Roberts länger und höher in den Singlecharts platzieren.
Das Lied erschien bei Jupiter Records als Single in Deutschland und Österreich, auf der B-Seite wurde das Lied Ein Sonntag Im Englischen Garten aufgenommen:
1. Du kannst nicht immer siebzehn sein – 3:35
2. Ein Sonntag Im Englischen Garten – 2:32

Am 23. März 1974 wurde das Lied in der ZDF-Hitparade mit Dieter Thomas Heck als neues Lied vorgestellt, in den folgenden beiden Monaten befand es sich jeweils auf dem ersten Platz der Hitparade, jeweils vor Spaniens Gitarren von Cindy & Bert. Im gleichen Jahr erschien das gleichnamige Album Du kannst nicht immer siebzehn sein mit 12 Liedern, das ebenfalls von Ralph Siegel produziert wurde.

### Resonanz
Nach ihrer Veröffentlichung stieg die Single in den deutschen Singlecharts bis auf Platz drei und hielt sich 28 Wochen in der Hitparade. Du kannst nicht immer siebzehn sein reihte sich damit in die bekannten Liebeslieder des Sängers ein, die seinen Erfolg ausmachten. Anlässlich seines Todes 2017 im Alter von 73 Jahren schrieb Jonas Erik-Schmidt: „Chris Roberts war die Definition eines Mädchenschwarms, lange bevor der Name Justin Bieber irgendeine Bedeutung hatte. Das lag auch daran, dass es in seinen Liedern fast immer um Liebe und Sehnsucht ging und nie um Politik.“ Das Lied wurde zu dem erfolgreichsten und bekanntesten Lied von Chris Roberts, zugleich war es jedoch auch sein letzter Hit in den Top Ten und trotz zahlreicher weiterer Veröffentlichungen bis in die frühen 1980er Jahre konnte er an diese Erfolge nicht mehr anknüpfen. Hierzu schrieb Erik-Schmidt: „Musikalisch wurde es nach den goldenen 1970ern allerdings zunehmend ruhig um ihn. Der Zeitgeist veränderte sich, in den 1980ern kam die Neue Deutsche Welle, die mit bedächtigem Schmalz-Schlager wenig anfangen konnte. […] Ihre komplett unpolitische Musik galt dort stockkonservativ. Auch in Roberts' Filmografie finden sich irgendwann nur noch sporadische Einträge. 1983 spielte er in der Klamotte Sunshine Reggae auf Ibiza mit, die mit Karl Dall und allerhand barbusigen Frauen aufwartete.“
Das Lied wurde aufgrund des Erfolges und der Beliebtheit auf zahlreichen Schlager-Kompilationen veröffentlicht.

### Coverversionen
Du kannst nicht immer siebzehn sein wurde als Schlagerhit vor allem von anderen Schlagersängern neu veröffentlicht oder gecovert. Dabei spielt es vor allem als Partyhit für mehrere Schlagercover eine Rolle. Chris Roberts selbst coverte seinen Hit 2007 gemeinsam mit seiner damaligen Frau Claudia Roberts als Partyschlager-Version sowie ein weiteres Mal 2012.
Zu den Bands und Interpreten, die das Lied in einer Coverversion veröffentlichten, gehören: u. a.
- 1974: The Air Mail
- 1974: Roy Etzel
- 1976: James Last – Ich hab 'ne Frau / Komm unter meine Decke / Du kannst nicht immer siebzehn sein
- 1976: Die Kirmesmusikanten
- 1985: De Havenzangers – Jij kunt niet altijd 16 zijn
- 1995: Middle of the Rave feat. Chris Roberts
- 1998: Jo Vally – Zo graag weer 16 zijn
- 2005: Frank Zander
- 2007: Chris Roberts feat. Claudia Roberts
- 2012: Chris Roberts
- 2018: Tony Marshall
- 2018: Anstandslos & Durchgeknallt
- 2019: Peter Orloff

## Belege
1. 1 2 3 4 5  Chris Roberts – Du kannst nicht immer siebzehn sein. offiziellecharts.de, abgerufen am 14. Juli 2020.
2. 1 2 3 4 5  Chris Roberts – Du kannst nicht immer siebzehn sein. hitparade.at, abgerufen am 14. Juli 2020.
3. ↑  Chris Roberts – Du kannst nicht immer siebzehn sein (Single) bei Discogs; abgerufen am 14. Juli 2020.
4. ↑  4711072 Chris Roberts – Du kannst nicht immer siebzehn sein (Album) bei Discogs; abgerufen am 14. Juli 2020.
5. 1 2  Jonas Erik-Schmidt: "Einmal, da wirst du 70 sein …" volksfreund.de, 4. Juli 2017; abgerufen am 14. Juli 2020.
6. ↑  Chris Roberts – Du kannst nicht immer siebzehn sein. hitparade.ch, abgerufen am 14. Juli 2020.